# Унья (посёлок)
Унья — упразднённый посёлок в Зейском районе Амурской области России. Исключен из учётных данных в 1974 году.

## География
Посёлок располагался на правом берегу реки Унья (приток Арги) в месте впадения в неё ручья Дорожный, на расстоянии примерно 49 километров (по прямой) к западу села Огорон.

## История
Решением Амурского исполкома от 7 июня 1974 года № 253, посёлок Унья исключен из учётных данных как несуществующий.